# Epacternis lycalis
Epacternis lycalis är en fjärilsart som beskrevs av Pierre E.L. Viette 1989. Epacternis lycalis ingår i släktet Epacternis och familjen mott. Inga underarter finns listade i Catalogue of Life.